# Bertil Sandström
Karl Bertil Sandström, conegut com a Bertil Sandström, (Gävle, Suècia, 1887 - Solna, 1964) fou un oficial militar i genet suec, guardonat amb tres medalles olímpiques.

## Biografia
Va néixer el 25 de novembre de 1887 a la ciutat de Gävle, població situada al Comtat de Gävleborg.
Va morir l'1 de desembre de 1964 a la ciutat de Solna, població situada al costat d'Estocolm.

## Carrera esportiva
Especialista en doma clàssica va participar, als 32 anys, en els Jocs Olímpics d'Estiu de 1920 realitzats a Anvers (Bèlgica), on va aconseguir guanyar la medalla de plata en la prova individual amb el cavall Sabel, un metall que va aconseguir revalidar en els Jocs Olímpics d'Estiu de 1924 realitzats a París (França). Absent dels Jocs Olímpics d'estiu de 1928 realitzats a Amsterdam (Països Baixos), en els Jocs Olímpics d'Estiu de 1932 realitzats a Los Angeles (Estats Units) va aconseguir guanyar una nova medalla de plata en la prova de doma clàssica per equips i va finalitzar desè en la prova individual amb el cavall Kreta.